# Criss Oliva
Christopher Michael Oliva (Pequannock, 3 de Abril de 1963 — 17 de Outubro de 1993 ) foi um guitarrista dos Estados Unidos, conhecido por ter sido membro da banda de heavy metal Savatage.

## Biografia
Destacou-se desde muito jovem tocando guitarra. Segundo seu irmão Jon Oliva, Criss era um guitarrista autodidata que não se inteirava muito acerca da teoria musical, sendo capaz de tocar canções depois de apenas ouvi-las. John também relatou que Criss tocava sua guitarra durante cerca de seis horas por dia, quase que diariamente.
Aos dezesseis anos, Criss em parceria com John, funda a banda Avatar em 1979. Aos dezessete anos, Criss participa em uma competição entre guitarristas na qual tocou "Eruption", de Van Halen,  esbanjando técnica, fascinando a todos que se encontravam presentes. Isto o levou a vencer aquela competição e receber o prêmio que era ofertado, uma guitarra Stratocaster de cor branca.
Já aos vinte anos, Criss participa do primeiro compacto do Avatar, City Beneath The Surface, e do primeiro álbum do Savatage, Sirens. Além deste, Criss participa de mais sete álbuns da banda.

### Morte
Em 17 de Outubro de 1993 , após o fim da segunda turnê mundial do Savatage, Criss pilotava o seu Mazda RX-7 1982 em companhia de sua esposa Dawn, rumo ao Live Music Festival na Flórida, quando um motorista embriagado chocou com eles. Dawn sobreviveu, enquanto que Criss, então com trinta anos, morreu tragicamente no local do acidente.

## Discografia
Com Savatage
- Sirens (1983)
- The Dungeons are Calling (1984)
- Power of the Night (1985)
- Fight for the Rock (1986)
- Hall of the Mountain King (1987)
- Gutter Ballet (1989)
- Streets (1991)
- Edge of Thorns (1993)

Publicações póstumas
- Ghost In The Ruins (1995)
- From the Gutter to the Stage (1996)